# Władcy Sabaudii

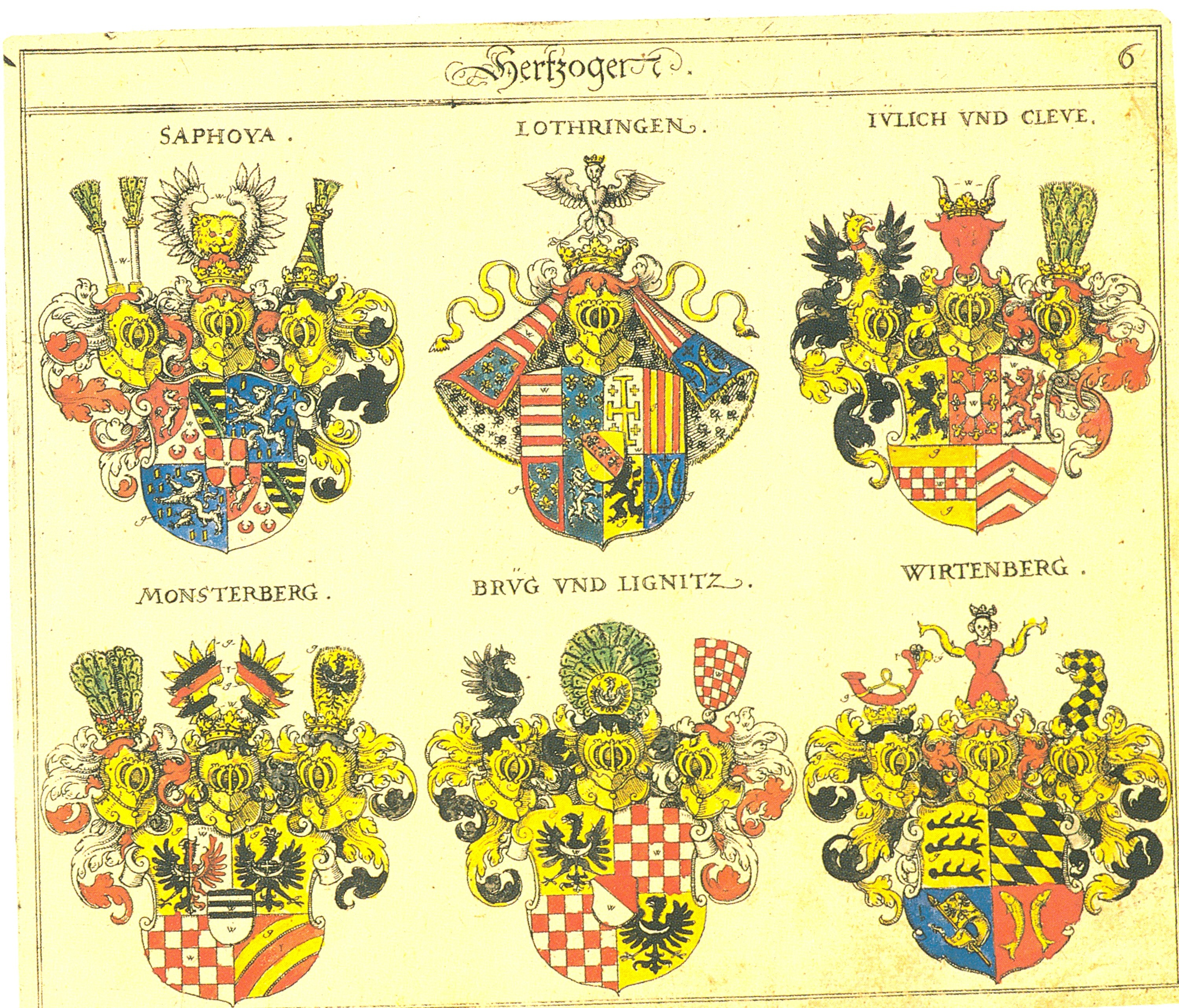
Herb książąt Sabaudii w herbarzu J. Siebmachera, 1605 - pierwszy z lewej, górny rząd

## Hrabiowie Sabaudii (1034-1416)
| #  | Imię                                                   |  | Urodzony                                | Zmarł                               | Czas rządów    | Rodzice                                        |
| -- | ------------------------------------------------------ |  | --------------------------------------- | ----------------------------------- | -------------- | ---------------------------------------------- |
| 1  | Humbert I Białoręki wł. Umberto I Biancamano           |  | 970/980                                 | 19 lipca 1048                       | 1003-1048      | ???                                            |
| 2  | Amadeusz I Czarny Amedeo I Coda                        |  | 1016                                    | 1051/1056                           | 1048-1051/1056 | Humbert I Białoręki Auxilia                    |
| 3  | Otton Oddone                                           |  | ok. 1020                                | 19 marca 1060                       | 1051/1056-1060 | Humbert I Białoręki Auxilia                    |
| 4  | Piotr I Pietro I                                       |  | ok. 1048                                | 9 lipca 1078                        | 1060-1078      | Otton Sabaudzki Adelajda z Turynu              |
| 5  | Amadeusz II Amedeo II                                  |  | ok. 1050                                | 26 stycznia 1080                    | 1060-1080      | Otton Sabaudzki Adelajda z Turynu              |
| 6  | Humbert II Gruby Umberto II il Rinforzato              |  | ok. 1070                                | 14 października 1103 Moûtiers       | 1080-1103      | Amadeusz II Sabaudzki Joanna z Genewy          |
| 7  | Amadeusz III Krzyżowiec Amedeo III il Crociato         |  | 1095                                    | 30 sierpnia 1148 Nikozja            | 1103-1148      | Humbert II Gruby Gizela Burgundzka             |
| 8  | Humbert III Błogosławiony Umberto III il Beato         |  | 4 sierpnia 1135 Aviglana                | 4 marca 1189 Chambery               | 1148-1189      | Amadeusz III Krzyżowiec Matylda z Albon        |
| 9  | Tomasz I Tommaso I                                     |  | 27 maja 1178 Charbonnières à Aiguebelle | 1 marca 1233 Moncalieri             | 1189-1233      | Humbert III Błogosławiony Beatrycze z Viennois |
| 10 | Amadeusz IV Amedeo IV                                  |  | 1197 Montmélian                         | 24 czerwca/13 lipca 1253 Montmélian | 1233-1253      | Tomasz I Sabaudzki Małgorzata z Genewy         |
| 11 | Bonifacy Bonifacio                                     |  | 1 grudnia 1244 Chambéry                 | czerwiec 1263 Turyn                 | 1253-1263      | Amadeusz IV Sabaudzki Cecylia de Baux          |
| 12 | Piotr II Pietro II                                     |  | 1203 Suza                               | 15 maja 1268 Pierre-Châtel          | 1263-1268      | Tomasz I Sabaudzki Małgorzata z Genewy         |
| 13 | Filip I Filippo I                                      |  | 1207 Aiguebelle                         | 16 sierpnia 1285 Roussillon         | 1268-1285      | Tomasz I Sabaudzki Małgorzata z Genewy         |
| 14 | Amadeusz V Wielki Amedeo V il Conte Grande             |  | 4 września 1249 Bourget-du-Lac          | 16 października 1323 Awinion        | 1285-1323      | Tomasz II z Piemontu Beatrycze di Fiechi       |
| 15 | Edward Szczodry Edoardo il Liberale                    |  | 8 lutego 1284 Baugé                     | 4 listopada 1329 Paryż              | 1323-1329      | Amadeusz V Wielki Sybilla z Bage               |
| 16 | Aimone Spokojny Aimone                                 |  | 15 grudnia 1291 Chambéry                | 22 czerwca 1343 Montmélian          | 1329-1343      | Amadeusz V Wielki Sybilla z Bage               |
| 17 | Amadeusz VI Zielony Hrabia Amedeo VI il Conte Verde    |  | 4 stycznia 1334 Chambéry                | 1 marca 1383 Campobasso             | 1343-1383      | Aimone Spokojny Jolanta Paleologina            |
| 18 | Amadeusz VII Czerwony Hrabia Amedeo VII il Conte Rosso |  | 7 lutego 1360 Avigliana                 | 1 listopada 1391 Chambéry           | 1383-1391      | Amadeusz VI Zielony Hrabia Bonna de Burbon     |
| 19 | Amadeusz VIII Amedeo VIII                              |  | 4 września 1383 Chambéry                | 7 stycznia 1451 Ripaglia            | 1391-1416      | Amadeusz VII Czerwony Hrabia Bonna de Berry    |

## Książęta Sabaudii(1416-1732)
| #  | Imię                                                           |  | Urodzony                       | Zmarł                           | Czas rządów         | Rodzice                                                           |
| -- | -------------------------------------------------------------- |  | ------------------------------ | ------------------------------- | ------------------- | ----------------------------------------------------------------- |
| 1  | Amadeusz VIII Amedeo VIII Antypapież jako Feliks V (1416-1440) |  | 4 września 1383 Chambéry       | 7 stycznia 1451 Ripaglia        | 1416-1440           | Amadeusz VII Czerwony Hrabia Bonna de Berry                       |
| 2  | Ludwik I Lodovico I                                            |  | 21 lutego 1413 Genewa          | 29 stycznia 1465 Lyon           | 1440-1465           | Amadeusz VIII Sabaudzki Maria Burgundzka                          |
| 3  | Amadeusz IX Błogosławiony Amedeo IX il Beato                   |  | 1 lutego 1435 Thonon-les-Bains | 30 marca 1472 Vercelli          | 1465-1472           | Ludwik I Sabaudzki Anna de Lusignan                               |
| 4  | Filibert I Myśliwy Filiberto I il Cacciatore                   |  | 17 sierpnia 1465 Lyon          | 22 września 1482 Chambéry       | 1472-1482           | Amadeusz IX Błogosławiony Jolanta de Valois                       |
| 5  | Karol I Wojownik Carlo I il Guerriero                          |  | 29 marca 1468 Carignano        | 13 marca 1490 Pinerolo          | 1482-1490           | Amadeusz IX Błogosławiony Jolanta de Valois                       |
| 6  | Karol II Jan Amadeusz Carlo II Giovanni Amedeo                 |  | 23 czerwca 1489 Turyn          | 16 kwietnia 1496 Moncalieri     | 1490-1496           | Karol I Wojownik Blanka z Montferratu                             |
| 7  | Filip II Filippo II                                            |  | 5 lutego 1438 Genewa           | 7 listopada 1497 Chambéry       | 1496-1497           | Ludwik I Sabaudzki Anna de Lusignan                               |
| 8  | Filibert II Piękny Filiberto II il Bello                       |  | 10 kwietnia 1480 Pont-d'Ain    | 10 września 1504 Pont-d'Ain     | 1497-1504           | Filip II Sabaudzki Małgorzata de Burbon                           |
| 9  | Karol III Dobry Carlo III il Buono                             |  | 10 października 1486 Chazey    | 17 sierpnia 1553 Vercelli       | 1504-1553           | Filip II Sabaudzki Klaudia de Brosse                              |
| 10 | Emanuel Filibert Emanuele Filiberto                            |  | 8 lipca 1528 Chambéry          | 30 sierpnia 1580 Turyn          | 1553-1580           | Karol III Dobry Beatrycze Aviz                                    |
| 11 | Karol Emanuel I Wielki Carlo Emanuele I il Grande              |  | 12 stycznia 1562 Rivoli        | 26 lipca 1630 Savigliano        | 1580-1630           | Emanuel Filibert Sabaudzki Małgorzata de Valois, księżna de Berry |
| 12 | Wiktor Amadeusz I Vittorio Amedeo I                            |  | 8 maja 1587 Turyn              | 7 października 1637 Turyn       | 1630-1637           | Karol Emanuel I Wielki Katarzyna Michalina Habsburg               |
| 13 | Franciszek Hiacynt Francesco Giacinto                          |  | 14 września 1632 Turyn         | 4 października 1638 Turyn       | 1637-1638           | Wiktor Amadeusz I Krystyna Maria Burbon                           |
| 14 | Karol Emanuel II Carlo Emanuele II                             |  | 20 czerwca 1634 Turyn          | 12 czerwca 1675 Turyn           | 1638-1675           | Wiktor Amadeusz I Krystyna Maria Burbon                           |
| 15 | Wiktor Amadeusz II Vittorio Amedeo II                          |  | 14 maja 1666 Turyn             | 31 października 1732 Moncalieri | 1675-1730 abdykował | Karol Emanuel II Maria Joanna Baptista de Savoie-Nemours          |

Od 1720 roku Sabaudia była połączona unią personalną z Królestwem Sardynii. Jej monarchowie jednak do 1861 roku tytułowali się jednocześnie książętami Sabaudii.
.